# Brennelemente-Zwischenlager Brokdorf
Das Brennelemente-Zwischenlager Brokdorf (BZF; ehemals Standort-Zwischenlager Brokdorf (ZL-KBR)) ist ein Lager für hochradioaktive Abfälle am Standort des Kernkraftwerks Brokdorf.

## Geschichte
Die Genehmigung für das BZF wurde 1999 beantragt und erfolgte 2003. Das Lager wurde am 5. März 2007 mit der Einlagerung des ersten Behälters vom Typ CASTOR V/19 in Betrieb genommen. Somit läuft die auf 40 Jahre befristete Genehmigung im Jahr 2047 aus.
Seit dem 1. Januar 2019 ist die BGZ Gesellschaft für Zwischenlagerung die Betreibergesellschaft des BZF.

## Daten
Das nach dem STEAG-Konzept gebaute Lager ist etwa 93 m lang, 27 m breit und 23 m hoch.
Das Brennelemente-Zwischenlager Brokdorf hat insgesamt 100 genehmigte Stellplätze für Zwischenlagerbehälter. Aktuell lagern 61 Behälter vom Typ CASTOR V/19 (Stand 31. März 2025). Hinzu sollen sieben Behälter der Bauart CASTOR HAW28M mit Borsilikat-Glaskokillen aus der Wiederaufarbeitungsanlage Sellafield kommen. Derzeit liegt das Inventar ausschließlich in Form von bestrahlten Uran-Brennelementen und bestrahlten Mischoxid-Brennelementen aus dem Betrieb des Kernkraftwerks Brokdorf vor. Die genehmigten Maximalwerte für das Inventar des Lagers betragen 1.000 MgSM, eine maximale Wärmeleistung von 3,75 MW sowie ein maximales Aktivitätsinventar von 5,5 × 1019 Bq.

## Zwischenfälle
Mit Stand vom 31. Dezember 2023 gab es im Brennelemente-Zwischenlager sechs meldepflichtige Ereignisse gemäß Atomrechtlicher Sicherheitsbeauftragten- und Meldeverordnung.